# Coenagriocnemis
Coenagriocnemis là một chi chuồn chuồn kim thuộc họ Coenagrionidae. 
Toàn bộ chi là đặc hữu của quần đảo Mascarene.
Chi có các loài sau:
- Coenagriocnemis insulare (Selys, 1872)
- Coenagriocnemis ramburi Fraser, 1950
- Coenagriocnemis reuniense (Fraser, 1957)
- Coenagriocnemis rufipes (Rambur, 1842)